# Яблоновский сельский совет (Гусятинский район)
Яблоновский сельский совет (укр. Яблунівська сільська рада) — входит в состав
Гусятинского района
Тернопольской области
Украины.
Административный центр сельского совета находится в 
с. Яблонов.

## Населённые пункты совета
- с. Яблонов
- с. Рудки